# Опово (город)
Опово (серб. Опово) — город в Сербии, центр одноимённой общины. Находится в Южно-Банатском округе Воеводины. Согласно переписи населения 2002 года, в городе проживали 4693 человека. Вокруг Опова находятся несколько археологических памятников, относящихся к Старчево-Кришской неолитической культуре.
Средний возраст жителей города составляет 39,5 лет (38,3 у мужчин и 40,6 у женщин). В этническом плане Опово населено сербами, которые составляют 79,77% населения. Также в городе проживают хорваты — 5,77%, югославы — 3,30% и т.д.
Опово впервые впервые упоминается в 1672 году, во времена, когда эти земли принадлежали Османской империи. После 1718 года город оказался в составе Панчевачского района Австрийской империи. В составе этого района город оставался до 1768 года, когда был включён в 12-й немецко-банатский полк Военной границы. После упразднения военной организации в 1881 году Опово было демилитаризовано. После Первой мировой войны оно, как и значительная часть Баната, вошло в состав Королевства Сербов, Хорватов и Словенцев.

## Известные уроженцы
- Попович, Йован (1810—1864) — сербский художник.